# Jázmin (Aladdin)
Jázmin egy kitalált karakter, aki a Walt Disney Pictures Aladdin (1992) című animációs filmjében tűnik fel. Linda Larkin hangján – énekhangját Lea Salonga adja – Jázmin a szultán temperamentumos lánya, aki belefáradt a palotában töltött életbe. Annak ellenére, hogy egy ősi törvény előírja, hogy a hercegnőnek a közelgő születésnapjára hozzá kell mennie egy herceghez, Jázmin elhatározza, hogy olyasvalakihez megy feleségül, akit azért szeret, aki ő maga, és nem azért, ami a tulajdonában van. A Ron Clements és John Musker forgatókönyvírók és rendezők, valamint Ted Elliott és Terry Rossio társ-forgatókönyvírók által készített Jázmin alapja Badroulbadour, az Az Ezeregyéjszaka meséi és az Aladdin és a varázslámpa című népmesében szereplő hercegnő.
Az eredetileg elkényeztetett és anyagias hercegnőnek tervezett Jázmint az írók végül erősebb és kiemelkedőbb hősnővé írták át, miután Aladdin édesanyja kikerült a forgatókönyvből, miközben történetelemeket kölcsönöztek a Római vakáció (1953) című romantikus vígjátékból. Néhány hónappal a szerep megszerzése után Larkint majdnem kirúgták a projektből, mert Jeffrey Katzenberg Disney-vezető úgy érezte, hogy a hangja nem alkalmas egy hercegnőhöz, de Clementsnek és Muskernek sikerült meggyőznie őt az ellenkezőjéről. A szereposztási igazgató, Albert Tavares fedezte fel, és a Miss Saigon című musicalben nyújtott alakítása alapján Lea Salonga lett Jázmin énekhangja; ez a példátlan szereposztási döntés tette Jázmint az első Disney-hercegnővé, akinek a beszéd- és az énekhangját két különböző színésznő adta. A Mark Henn által animált Jázmin dizájnja egyedi források eklektikus kombinációja, többek között egy névtelen vidámparki vendég, Henn saját húga és Jennifer Connelly színésznő.
A karakter vegyes vagy pozitív kritikákat kapott, és a karakterének nagy részét kedvezőtlenül hasonlították elődeihez, Arielhez A kis hableányból (1989) és Belle-hez A szépség és a szörnyetegből (1991), de dicsérték a személyiségét és az Aladdinnal való kapcsolatát. Ő a hatodik Disney-hercegnő és a franchise első nem európai tagja, valamint az első nyugat-ázsiai hercegnője. Ennek köszönhetően a karaktert az etnikai sokszínűség bevezetésével tartják számon a Disney hercegnős műfajában. A legtöbb Disney-hercegnőtől eltérően Jázmin a saját filmjében mellékszereplő, a szerelmi szál másodlagos szerepét tölti be. Jázmin később feltűnt az Aladdin folytatásaiban, a Dzsafar visszatérben (1994) és az Aladdin és a tolvajok fejedelme (1996), valamint a film televíziós sorozatában és a film Broadway-musical adaptációjában. Larkint és Salongát is Disney-legendává avatták a szerephez való hozzájárulásukért. Naomi Scott alakította a karaktert az eredeti 1992-es film 2019-es élőszereplős adaptációjában.

## Születése

### A koncepció és az írás
Jázmin Az Ezeregyéjszaka meséi című közel-keleti népmesegyűjteményben szereplő hercegnőn alapul, konkrétan az „Aladdin és a varázslámpa” című történeten. Howard Ashman szövegíró és Alan Menken zeneszerző az Aladdin kidolgozását még A kis hableány (1989) dalainak írása közben kezdték el, de a további fejlesztést félbehagyták, és inkább A szépség és a szörnyetegen (1991) dolgoztak. Az Aladdin azonban végül újra életre kelt, amikor A Szépség és a Szörnyeteg befejezéséhez közeledett. Míg az eredeti mesében a hercegnő neve Badroulbadour, a stúdió úgy döntött, hogy a karaktert a színésznő Jasmine Guy után az ismertebb „Jázmin”-ra nevezi át. Ráadásul ez a név akkoriban az évtized legnépszerűbbjei közé tartozott. Ashman eredeti feldolgozásában Aladdinnak két potenciális szerelme volt: Jázmin és egy „Judy Garland-féle tomboy” is, akinek romantikus érzéseit Aladdin iránt a hős nem viszonozta. Linda Woolverton forgatókönyvíró végül A bagdadi tolvaj (1940) című film alapján készített egy forgatókönyvet, amelynek átdolgozásában Jázmin számára egy szolgálólány is szerepelt (ez az ötlet a 2019-es élőszereplős filmben újra felbukkant), akit végül egy háziállat tigris váltott fel.

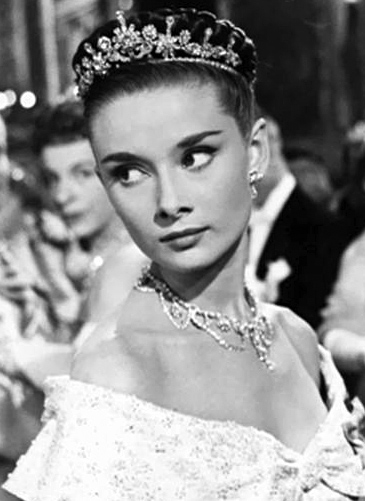
Audrey Hepburn színésznő alakította az unatkozó Ann hercegnő szerepét a Római vakáció (1953) című filmben. Ő inspirálta Jázmin történetét.

A rendezők és írók, Ron Clements és John Musker végül figyelmen kívül hagyták Woolverton forgatókönyvét, és inkább Ashman verziójához hasonlót dolgoztak ki, bár több változtatást is eszközöltek a feldolgozáson, többek között „egy kicsit másképp” közelítették meg Jázmin karakterét, miközben megtartották Woolverton elképzelését „egy hercegnőről, akit Aladdin el tudott varázsolni” Miután Aladdin édesanyja kikerült a forgatókönyvből, Jázmin és Aladdin kapcsolata olyannyira kibővült, hogy a film középpontjába került, ami végül több képernyőidőt biztosított a hercegnőnek. Így Jázmin hangsúlyosabb karakterré fejlődött. A Disney korábbi meseadaptációival ellentétben a hercegnő nem a film főszereplője, így a történet nem körülötte forog. A kiemelkedő hercegnői karakter jelenléte ellenére a rendezők úgy döntöttek, hogy az Aladdint inkább „arab kalandként” kezelik, nem pedig egy hagyományos Disney mese- vagy hercegnőfilmként, mint a Hófehérke és a hét törpe (1937) vagy A szépség és a szörnyeteg. A döntés, hogy az Aladdin egy nagy vígjáték legyen, végül megszüntette az igényt Jázmin néhány mélyebb történetének feltárására.
Bár az eredeti népmese számos részletét megváltoztatták a filmadaptációhoz, Jázmin fő cselekményszála - a házasságba kényszerítés - nagyrészt érintetlen maradt. Míg azonban Badroulbadour kezdetben neheztel Aladdinra, Jázmin viszont szinte azonnal elbűvöli őt. Ted Elliott és Terry Rossio forgatókönyvírók Jázmint „erősebb” karakterré írták át, aki aktívan vágyik a „királyi fogságból" való szabadulásra”. Dave Smith, a Disney Archívum munkatársa szerint a „felszabadult” Jázmin elsősorban „menekülni akar jelenlegi életmódja elől”. Az ötletet, hogy az álruhás Jázmin az éjszaka közepén elszökik a palotából, a Római vakáció (1953) című romantikus vígjáték ihlette, amelyben az Audrey Hepburn színésznő által alakított Ann hercegnő hasonló módon, álruhában megszökik a királyi követségről, hogy egy napot egyedül töltsön Róma felfedezésével.

### Hang
Robin Williams amerikai színész és komikus szerepe a Dzsinn szerepében arra ösztönözte a stúdiót, hogy hasonlóan tehetséges szinkronszínészeket toborozzon, akik képesek az ő tempóját követni. A film készítői eredetileg Jázmin hangját Lauren Bacall színésznőéhez hasonlónak képzelték el. Jázmin beszédhangját Linda Larkin amerikai színésznő adja. A szerep csak egy volt a több meghallgatás közül, amit Larkin ugyanazon a héten tervezett, amikor az Aladdin meghallgatására jelentkezett, és eredetileg alábecsülte a projekt terjedelmét, és így viccelődött: „Azt hittem, valami olyasmi lesz, mint a DuckTales (sic).” Miután kezdetben csak néhány oldalt mutattak be neki a forgatókönyvből, Larkin úgy találta, hogy különösen vonzotta Jázmin „aktivista szelleme”, amellett, hogy a karakter egyszerre hasonlít és különbözik a korábbi Disney-hősnőkétől. Hófehérke, Hamupipőke és Aurora hercegnők a színésznő gyermekkori kedvencei voltak. Larkin első meghallgatására egy burbanki, kaliforniai hangstúdióban került sor, ahol kizárólag a film casting igazgatójának adott elő. A Larkin első meghallgatásán használt oldal az a jelenet volt, amelyben Jázmin találkozik Aladdinnal a piacon - az első találkozásuk. Jázmin „It's all so magical” sora segített meggyőzni Larkint arról, hogy neki „szánták” a karakter hangját. Bár Larkin hangja jelentősen eltért attól, amit a filmkészítők eredetileg elképzeltek a karakter számára, az ő interpretációja fokozatosan megváltoztatta a véleményüket.

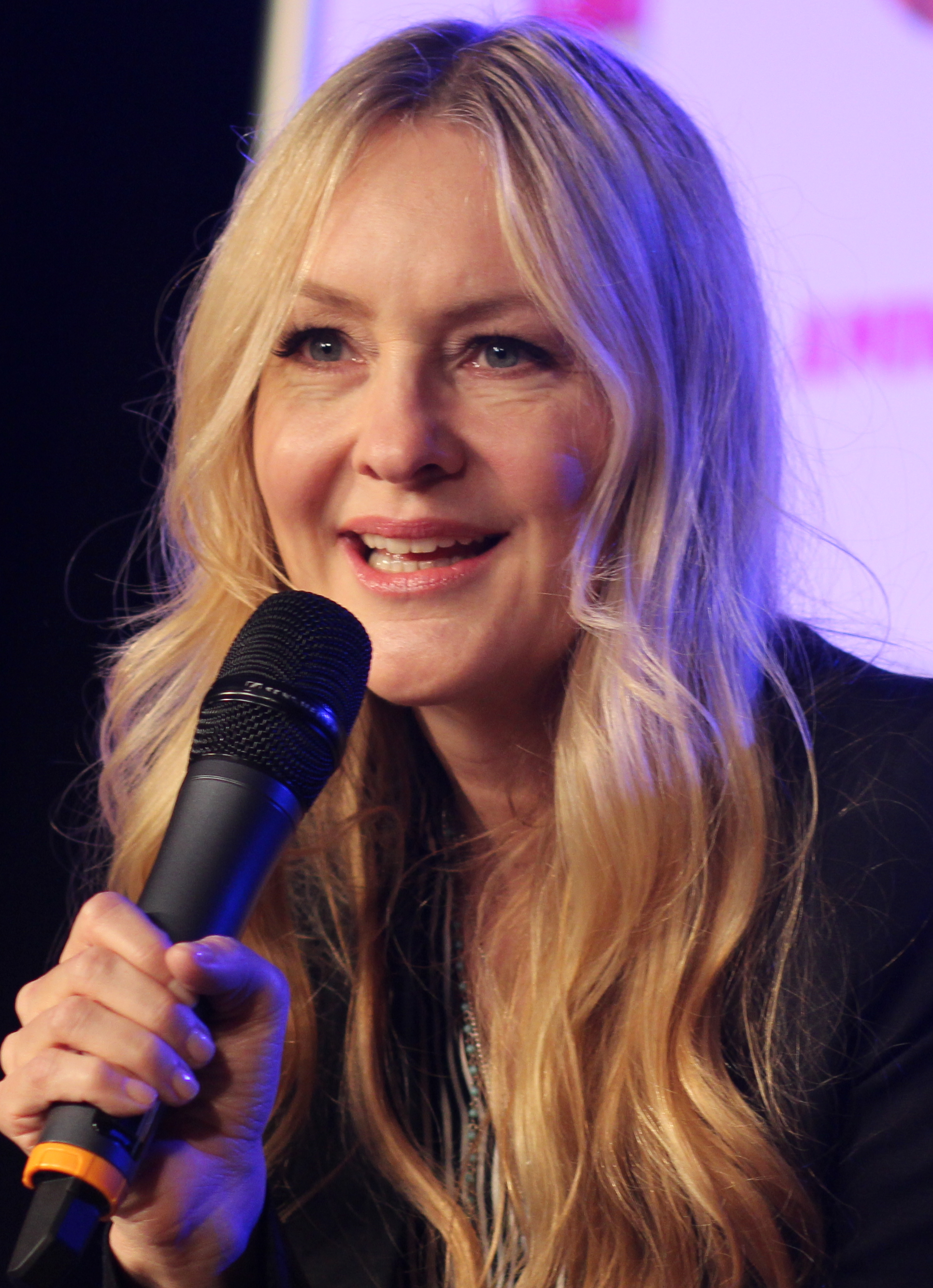
Linda Larkin színésznő adta Jázmin beszédhangját; hat hónappal a szereposztás után Jeffrey Katzenberg, a Disney vezetője ragaszkodott ahhoz, hogy újra meghallgatásra jelentkezzen a szerepre.

Visszahívások kiterjedt sorozata formájában Larkin a következő hónapokban több alkalommal is visszatért a stúdióba. Miközben a stúdió vezetőinek és a filmeseknek a közönsége folyamatosan nőtt, a meghallgatás befejezéséhez közeledve a szerepért versengő színésznők száma ennek megfelelően fokozatosan csökkent. Larkin utolsó meghallgatása összesen négy órán át tartott, amely során először olvasta végig a teljes forgatókönyvet, Az animátorok számára pedig lehetőséget biztosítottak arra is, hogy először animáljanak Larkin hangjára. A színésznő végül néhány hónappal később kapta meg a szerepet, ekkorra már szinte elfelejtette, hogy valaha is meghallgatáson volt. Hat hónappal a felvételek után azonban Jeffrey Katzenberg, a Disney vezetője arra kényszerítette Larkint, hogy újra meghallgassa a szerepet, mivel úgy érezte, hogy a színésznő hangjából hiányzik a hercegnő hangjához szükséges tekintély. Clements és Musker azonban nem értett vele egyet, és sikerült rávenniük Katzenberget, hogy ne rúgja ki Larkint egy hamis felvétel megrendezésével, amelynek során a színésznőnek Katzenberg jelenlétében mélyebben és lassabban kellett beszélnie, hogy aztán visszatérjen a természetes hangjához. Larkin csak egy jelenetet vett fel társával, Williamsszel és Scott Weingerrel, Aladdin hangjával együtt. Néhány nyers, befejezetlen storyboardon és rajzon kívül Larkin nem sokat látott a karakteréből, amíg a filmet végül a Modern Művészetek Múzeumában bemutatták.
Mielőtt felfedezték volna Larkint, a Disney ragaszkodott ahhoz, hogy kizárólag olyan előadókat hallgassanak meg, akik énekelni is ugyanolyan jól tudnak, mint színészkedni. Williams felvétele után azonban a stúdió engedett, és helyette "erős színészeket" választottak. Amikor Larkin először jelentkezett a szerepre, az "Egy egész új világ", Jázmin egyetlen fennmaradt dala még nem volt megírva; bevallotta: "kizárt, hogy egyáltalán jelentkeztem volna a meghallgatásra... ha már az elején lett volna egy dal." Miután megírták Jázmin első dalát, a filmkészítők megkérdezték Larkint, hogy érdekelné-e, hogy felvegye azt, és a karakter énekhangját adja-e. Larkin azonnal visszautasította, viccelődve: „Én [énekelek] ... de nem úgy, mint egy hercegnő!” Így a Disney úgy döntött, hogy inkább egy olyan énekest vesz fel, aki Larkin beszédhangját utánozza, annak ellenére, hogy a színésznő attól tartott, hogy a stúdió teljesen lecserélné őt egy profi énekesnőre.
Jázmin énekhangját Lea Salonga filippínó énekesnő és színésznő adja. Salonga Tony-díjas alakítása a Miss Saigon című musicalben segített neki abban, hogy felkeltse Albert Tavares casting igazgató érdeklődését, aki egy általa látogatott előadás elhagyása előtt egy üzenetet hagyott az énekesnőnek a színpad ajtaján. Salonga ügynöke ezután kitűzte a meghallgatását, amelyen a „Part of Your World”-öt adta elő A kis hableányból. Salonga végül néhány nappal később elkezdte felvenni az „A Whole New World” demóját. Salonga castingjával Larkin lett az egyik első olyan Disney szinkronszínész, aki nem az általa megszólaltatott karakter énekhangját adja, és így Jázmin volt az első alkalom, amikor a Disney úgy döntött, hogy szétválasztja egy hercegnő beszélő és énekhangját. Salongát „hihetetlen énekesnőként” jellemezve, Larkin maga is kellemesen meglepődött azon, hogy Salonga hangja mennyire hasonlít a sajátjára, amikor először hallotta az Egy egész új világot, és viccelődött: „a filmkészítők majdnem meggyőztek arról, hogy én énekeltem azt”. A magyar szinkronban is az énekhangot és a beszédhangot két különböző művészre bízták: Kocsis Judit hangján szólalt meg a hercegnő, az énekhangot Janza Kata adta.

### Személyisége és design
A Disney hivatalos weboldalán a karakterről a következő szöveg olvasható: „Jázmin egy független, tüzes szépség, aki képes gondoskodni magáról”, és aki „vágyik arra, hogy megtapasztalja a palotán kívüli életet”. Az írók eredetileg elkényeztetett és anyagias hercegnőként képzelték el Jázmint, akinek érdeklődése a ruhákra és ékszerekre korlátozódott, de végül egy erősebb, érettebb karakterré fejlesztették. Larkin Jázmint „nagyon erős, jól meghatározott karakterként jellemezte a kezdetektől fogva.” Mark Henn volt Jázmin felügyelő animátora. Miután eredetileg Aladdin anyjának animálására szerződtették, a karakter eltávolítása a filmből végül lehetőséget adott Henn számára, hogy helyette Jázmint animálja. A Disney előző, A szépség és a szörnyeteg című animációs filmje során a hősnő, Belle - akinek animálásában Henn szintén segített - dizájnja különböző következetlenségektől szenvedett, mivel a karaktert két teljesen különböző stúdióban animálták. Hogy elkerüljék a hasonló dilemmát Jázminnal, a filmkészítők végül úgy döntöttek, hogy a hercegnőt teljes egészében egy stúdióban animálják. Mivel Jázmin a film szerelmi szála, nem pedig főszereplője, a hercegnőt a cég másodlagos stúdiójában, Floridában animálták, míg Aladdint Kaliforniában. A két főszereplő közötti intimebb szerelmi jelenetek miatt azonban Henn kénytelen volt gyakran telefonon és faxon kommunikálni az Aladdin vezető animátorával, Glen Keane-nel, és az animátorok terveket és lemezeket is küldtek egymásnak. Abból a vágyából, hogy az indiai építészetet bevezesse a filmbe, Bill Perkins művészeti vezető Jázmin dizájnját a híres mauzóleumra, a Tadzs Mahalra alapozta, amely maga is az indiai dizájnt tartalmazza és bővíti, különösen a karakter hajában, ruházatában és ékszereiben megmutatkozó íveket.

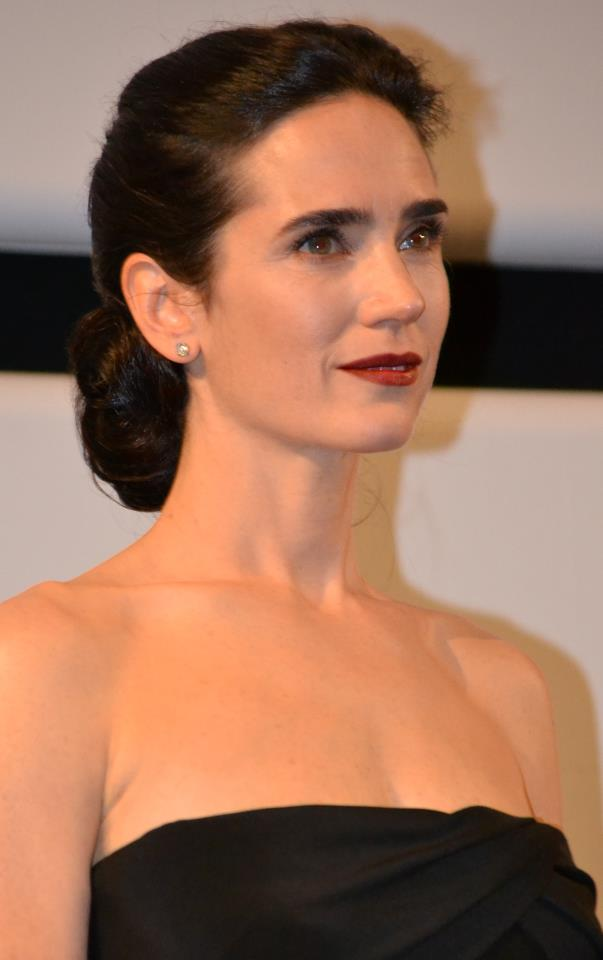
Közelkép Jennifer Connelly színésznő arcáról; az ő arcvonásai adtak ihletet Jázmin arcvonásaihoz és inspirálták külsejét

Miután nemrég animált két korábbi Disney-hősnőt - Arielt A kis hableányból, illetve Belle-t A Szépség és a Szörnyetegből - Henn kezdetben súlyos „alkotói válságban” szenvedett, amikor megpróbálta megtervezni harmadik hősnőjét, Jázmint. Miközben a floridai Disney-MGM stúdióban dolgozott a karakteren, Henn felfigyelt egy fiatal, hosszú fekete hajú vidámparki vendégre, és végül úgy döntött, hogy őt használja Jázmin kezdeti inspirációjaként; a vendég kiléte a mai napig ismeretlen. Jázmin korai vázlatai a névadó Jázmin Guy mellett különböző egzotikus külsejű szupermodelleken alapultak, de a színésznő arcvonásait végül túl „szigorúnak” ítélték egy animációs karakterhez. „Valami frisset keresve, ami segíthetne a fizikai megjelenésében”, Henn-t végül egy középiskolai érettségi fotó inspirálta, melyen a húga, Beth Allen látható, aki a haját hasonló stílusban viselte, mint amilyen végül Jázminé lett. Henn a húgának tulajdonítja, hogy segített neki legyőzni az alkotói válságot, és a rendezők végül jóváhagyták Henn koncepcióját. A karakter arcvonásait Jennifer Connelly színésznő is inspirálta, különösen a szemöldökét. Emellett Larkin néhány saját manírja és fizikai vonása is beépült a karakterbe. Henn szerint egy bizonyos vacsorabeszélgetés, amit Larkinnal folytatott, nagyon inspirálónak bizonyult Jázmin érzelmi oldalának felfedezése szempontjából. Robina Ritchie modell a helyszínen szolgált referenciaként az animációhoz, aki Larkin hangfelvételéhez pantomimizált, így Henn szavaival élve „az animátor megkapta az érzést, hogy milyen lenne a valódi emberi mozgás”.
Jázmin végleges megjelenése ennek következtében Aladdin újratervezésére inspirálta a stúdiót; ennek megfelelően Katzenberg úgy érezte, hogy a főszereplő, akit eredetileg egy fiatalabb, „vézna” vesztesként ábrázoltak,  nem hasonlított egy Jázminhoz illő, megfelelő főszereplőre, amitől attól tartottak, hogy a páros közötti kémia nem lesz meggyőző. Így végül úgy döntöttek, hogy az eredeti Aladdin helyett Tom Cruise színészt veszik alapul." Henn kedvenc animációs jelenete az a jelenet volt, amelyben Jázmin felfedezi Aladdin valódi kilétét, és „egy pillantást vet rá”. A filmkészítők úgy döntöttek, hogy Jázmint kékbe öltöztetik, hogy szimbolikusan a vizet jelképezze, ami „a legértékesebb anyag, amit a sivatagban találni lehet”. Az animátorok egy szökőkút mellé ültették a karaktert, amikor először mutatkozik be a filmben, hogy még jobban hangsúlyozzák ezt a motívumot és összehasonlítást. A megjelenésének véglegesítésével Jázmin lett a Disney első nem fehér hercegnője, szemben a korábbi európai származásúakkal.

## Témák

### Jellemzői és meggyőződései
Jázmin karakterként egyszerre hasonlít és különbözik az őt megelőző Disney-hősnőkhöz, számos, a hagyományos Disney-hercegnőkhöz kapcsolódó tulajdonsággal rendelkezik, köztük a kecsességgel és a szépséggel. Azonban a Disney által „az 1990-es évek hősnőjeként” forgalmazott Jázmin „idő előtt született”, így intelligenciája és ambíciói inkább a kortárs inkarnációkra, nevezetesen Belle-re hasonlítanak. Brian Lowry a Variety-től Jázmin erős akaratú személyiségét Belle-éhez hasonlította, „anakronisztikusan felszabadult” hősnőként jellemezve őt. Eközben Rob Burch, a The Hollywood News munkatársa megjegyezte, hogy a hercegnő nagyon hasonlít Arielre, mivel „független, gyönyörű és kétségbeesetten vágyik a saját életére”, ugyanakkor a kedvességet „a harag pajzsa mögé rejti.” A kortárs feminizmus és a girl power mozgalom által egyaránt inspirált „tökös hősnők sorozatához” tartozó Jázmint a Hearing a Film, Seeing a Sermon is elismerte: Preaching and Popular Movies szerzője, Timothy B. Cargal a Disney „folyamatos erőfeszítéseinek tagjaként, hogy hősnőiket egy feministább korszak számára alakítsák át”, amellett, hogy a fiatal lányoknak erős női példaképeket biztosítanak, akikkel azonosulni tudnak. Jázmin mindössze 15 évesen már találékonyabb, mint két közvetlen elődje, miközben osztozik az önérvényesítés és a felhatalmazás iránti preferenciájukban a passzivitással szemben, amely tulajdonságokat több más Disney-hercegnő is visszhangozza az évtized során bemutatottak közül. Ugyanakkor Jázmint bátrabbnak ábrázolják, mint Belle-t és kevésbé naivnak, mint Arielt.
Jázmin megkülönböztető módon nem Aladdin főszereplője, ezt a szerepet helyette a címszereplő Aladdin tölti be, míg maga Jázmin másodlagos szerepet tölt be a film szerelmi háttereként, következésképpen jelentős jellemfejlődés nélkül. Néha azonban mindkét karaktert együttesen főszereplőként emlegetik, míg Jázmint néha a film „női főszereplőjeként” azonosítják. A The First Novels Club megjegyezte, hogy Jázmin lényegében „ugyanolyan személyiségként végzi, mint amikor elkezdte.” Jázmin érdeklődési köréről, hobbijairól és céljairól keveset tudunk. A The Art of the Princess and the Frog szerzője, Jeff Kurrti azt írta, hogy bár „Jázmin kevésbé kiemelkedő hősnő, ő döntéseket hozott és egy kicsit erősebb akaratú volt”. Samantha Rullo a Bustle-tól egyetértett azzal, hogy másodlagos szerepe ellenére Jázmin „eltökélt abban, hogy úgy éli az életét, ahogyan ő akarja, és nem hagyja, hogy mások döntsenek helyette”, és ezzel a Disney leglázadóbb hercegnői közé tartozik. Jázmin személyisége továbbra is a Disney „legerősebb” hősnői közé tartozik, mert nem érdekli a gazdagság vagy a társadalmi osztály, a fényűző neveltetése ellenére sem. Hasonlóképpen, Jázmin nem akar olyan emberhez feleségül menni, aki csak arra képes, hogy mindent megadjon neki, ami már a birtokában van, helyette inkább az izgalmat és a társaságot választja.
Aladdin többi főszereplőjével együtt Jázmin testesíti meg a film központi témáját, a szabadság utáni vágyakozást valamiféle bezártságból vagy elnyomásból, mind a filmre, mind a szereplőkre hatással van Jázmin „választási lehetősége”. A karakter szabadságra és cselekvőképességre való vágyát más karakterek és helyzetek folyamatosan fenyegetik; az egyetlen döntés, amely felett Jázmin az egész film alatt teljes hatalma marad, az az, hogy kibe lesz szerelmes - amihez hozzájárul, hogy a dzsinn nem tudja  használni mágikus erejét arra, hogy a karaktereket szerelemre kényszerítse. Bár Jázmin vágyik arra, hogy felfedezze a királyságát a palota határain túl, csak a piactérig jut el, mielőtt hazatérne. Jázmin „azt a gondolatot vizsgálja, hogy a falak mögé zárkózás sebezhetőbbé tehet, nem pedig erősebbé”, amit az is bizonyít, hogy a karakter felkészületlen és keveset tud a pénzről, amikor először merészkedik a piactérre. A filmben Jázmin kiszabadít egy madárrajt a kalitkából, ami saját helyzetének metaforájaként szolgál, hiszen „ketrecbe van zárva egy olyan világban, amelyet soha nem látott, és arra vágyik, hogy kiszabaduljon.” Jázmin hálószobája is madárkalitkára emlékeztet, hogy a bezártságát jelképezze. Jázmin története olyan témákat is érint, mint a polgárjogok, a faji tolerancia, a társadalmi hierarchia, valamint az élet, a szabadság és a boldogságra való törekvés.

### Feminizmus, házassági törvények és nemek
Jázmin számos, a feminizmushoz kapcsolódó vonást, meggyőződést és ideológiát mutat, sok „feminista potenciált” gyakorol, noha ezek kevésbé kifejezettek, mint Belle-é. Ennek ellenére a karakter „modern, feminista hozzáállása ellenére” még mindig ragaszkodik a Disney hercegnők karaktereihez általában társított hagyományos, romantika-orientált törekvésekhez, bár a romantika iránti vágyakozása ehhez képest sokkal visszafogottabb. Steve Daly az Entertainment Weekly-től Jázmint „szexuálisan tudatos, proto-feminista hercegnőként” azonosította. „New” Exoticisms: Changing Patterns in the Construction of Otherness szerzője, Isabel Santaolalla azt írta, hogy Jázmin úgy tűnik, örökölte „az 1960-as évek női mozgalma által ránk hagyott örökséget”. Miután „kilépett az 1990-es évekből” a The Washington Post írója, Desson Howe szerint Jázmin megfelelően ellenzi az „üvegplafont”. A házassági törvényekkel való szembeszegülés és a kényszerházasságok is Jázmin központi témái közé tartoznak. Larkin úgy véli, hogy a karaktere felelős azért, hogy inspirálta a királysága házassági törvényeinek megváltoztatását, és így magyarázza: „Jázmin nem csak hitt valamiben, hanem harcolt valami ellen, amit igazságtalannak látott... Aktívan kereste a változást, és elérte, hogy az megtörténjen”. Musker egyetértett azzal, hogy a hercegnő „lázad a társadalmi struktúra ellen azzal, hogy szabad akaratából úgy dönt, hogy feleségül megy valakihez”. Brad Kane énekes szerint, aki Aladdin énekhangját adja, „az Aladdin egy lopakodó feminista film”, mert Jázmin „hajlandó feladni a hercegnőséget, hogy ne kelljen feleségül mennie valakihez”. Jázmin dacossága végül sikeresen meggyőzi apját, hogy változtassa meg az alkotmányt.
Jázmin az egyetlen névvel rendelkező, beszélő női szereplő a férfiak által dominált filmben, hiányoznak mind a női társak, mind az anyai figura (a film dialógusainak 90%-át a férfi szereplők adják). A karakter neheztel a patriarchális társadalomra, amelyben él. A Movies and the Mind: Theories of the Great Psychoanalysts Applied to Film szerzője, William Indick megfigyelte, hogy Jázmin „az apa-király uralmának és a lánya élete feletti kontrolljának elutasítását” képviseli, és hasonlít „egy erős és határozott hősnőre, aki lázad apja zsarnoksága ellen, ahelyett, hogy passzívan elfogadná akaratát”. Jázmin életét szinte teljes egészében férfiak határozzák meg, akiknek nem hajlandó engedelmeskedni, folyamatosan hangot ad rosszallásának azzal, hogy elutasítja az arrogáns kérőket, és kiabál azokkal a férfiakkal, akik megpróbálnak döntéseket hozni helyette, miközben szembeszáll a hagyományos nemi szerepekkel és a férfi tekintélytisztviselőkkel. Jázmin apja, a szultán így reagál arra, hogy lánya folyamatosan elutasítja a potenciális kérőket: „Nem tudom, honnan veszi ezt. Az anyja közel sem volt ilyen válogatós”, jelezve, hogy Jázmin anyja „a szelíd, pre-feminista... nők nemzedékéhez tartozott”. Jázmin időnként ítélkezőnek tűnhet; eredetileg minden hercegről alaposan negatív véleménye van, amíg nem találkozik az álruhás Aladdinnal. Ulrich Marzolph a The Arabian Nights Reader című könyvében a szerző úgy jellemezte a karaktert, mint „a homályosan meghatározott közel-keleti elmaradottság és tekintélyelvűség ellenzékének szócsövét”.

## Megjelenések

### Filmek és televíziós sorozatok
Jázmin az Aladdinban (1992) debütált Agrabah hercegnőjeként, a szultán lányaként. Jázmin frusztrált, hogy állandóan döntéseket hoznak helyette, és hogy a törvény nyomására hozzá kell mennie egy herceghez, ezért egy szegény lánynak álcázza magát, és megszökik a palotából. A közeli piacon Jázmin összebarátkozik az utcai tolvaj Aladdinnal, aki megmenti őt egy dühös árustól, aki majdnem levágja a kezét. Aladdin rejtekhelyére menekülve a páros összekovácsolódik, amikor rájönnek, hogy mindketten csapdában érzik magukat a saját környezetükben, és jobb életre vágynak. Amikor Aladdint hamarosan letartóztatják a palotaőrök, Jázmin követeli az azonnali szabadon bocsátását, ám Jafar, a szultán ármánykodó nagyvezírje (a magyar változatban főtanácsosa) felülbírálja a parancsát. Amikor a hercegnő szembesíti Jafárt, az hazudik neki, és azt mondja, hogy Aladdint már kivégezték, így Jázmin kétségbeesik, és magát okolja a haláláért. Valójában Jafár arra használja Aladdint, hogy megszerezzen egy varázslámpát, amelyben egy dzsinn van. A dzsinn, aki megmenti és összebarátkozik Aladdinnal, teljesíti első kívánságát, és herceggé változtatja, hogy jobb esélyei legyenek Jázmin meghódítására, Aladdin „Ali hercegként” mutatkozik be neki. Jázmin eleinte bizonytalan, de miután csatlakozik hozzá egy varázsszőnyeges utazásra, amelynek végén rájön, hogy a herceg valójában ugyanaz a szegény utcagyerek, akivel a piacon találkozott, megváltozik a véleménye. Aladdin azonban meggyőzi Jázmint, hogy ő valóban egy herceg, aki hozzá hasonlóan csak időnként álcázza magát közembernek. Amikor Jafar megtudja az igazságot Aladdinról, ellopja a lámpát, és a Dzsinn urává válik, száműzi Aladdint, és arra kényszeríti a Dzsinnt, hogy szultánná tegye őt, miközben Jázmint és az apját is rabszolgasorba taszítja. Visszautasítja a házasságot Jafarral, eközben azonban Aladdin időben visszatér, hogy megmentse szerelmét. Jázmin megcsókolja Jafart, hogy Aladdin megszerezhesse a varázslámpát. Ám a terv kudarcot vall, de Aladdin becsapja Jafárt, aki azt kívánja, hogy ő is Dzsin lehessen. Így azonban csapdába ejti magát egy másik lámpában, mivel a dzsinnek mindig a lámpájuk foglyai. Jafár magával rántja hűséges szolgáját, Jágót is. Jázmin és a szultán végül kiszabadulnak, és Jázmin és Aladdin eljegyzik egymást, miután a szultán megváltoztatja a házassági törvényt, így Jázmin törvényesen ahhoz mehet most már feleségül, akihez csak akar.
Az Aladdin sikere után Jázmin megjelenik a film két közvetlen videókazettára megjelent folytatásában is, amelyekben Larkin ismét eljátssza a karakter szerepét, és Liz Callaway helyettesíti Salongát az énekhang szerepében. Az elsőben, az  Aladdin és Jafar (1994) című filmben Jázmin megkérdőjelezi az Aladdinba vetett bizalmát, miután szerelme megvédi Jafar egykori házi kedvencét, Jágó papagájt. Jágó megszökött Jafar lámpájából, és megmentette Aladdint a banditáktól, remélve, hogy kiengesztelheti ezzel a tettével a királyi családot. Jágónak sikerül meggyőznie a hercegnőt, hogy bízzon továbbra is Aladdinban. Jázmin végül összebarátkozik Jágóval, miután az segít neki helyrehozni a kapcsolatukat. A bosszúra szomjas Jafar azonban ráveszi Jágót, hogy neki segítsen, és ketten fogságba ejtik Aladdint, a szultánt, a hercegnőt, a szőnyeget, a majmot és még a Dzsinnt is. Jágó azonban mégis Aladdinék oldalára áll, kiszabadítja a dzsinnt, és végül az életét kockáztatva egyszer s mindenkorra elpusztítja a bosszúszomjas Jafart.
A második, Aladdin és a tolvajok fejedelme (1996) című filmben Jázmin és Aladdin régóta várt esküvőjét negyven tolvaj zavarja meg. A jósda, amelyet a tolvajok el akarnak lopni, elárulja, hogy Aladdin apja, Cassim még mindig él, és ő a vezetőjük. Jázmin arra biztatja Aladdint, hogy kövesse apját, és beleegyezik az esküvő elhalasztásába, de nem tud nem aggódni érte a távollétében. Amikor Aladdin végül visszatér Agrabahba Cassimmal és bemutatja őt, Jázmin és a szultán azonnal megkedvelik őt. Cassimot azonban hamarosan bebörtönzi a szultán, miután ismét megpróbálja ellopni a jósnőt. Aladdin kiszabadítja Cassimot, és elfogadja tetteiért a büntetést, amíg Jázmin meg nem győzi apját, hogy csak szerelemből segített az apjának. Jago visszatér, hogy tájékoztassa őket, hogy Cassimot elfogta Sa'luk és a megmaradt tolvajok. Jázmin Aladdinnal megy, hogy megmentse az apját, és utána visszatérnek az esküvőjükre, amelyen Cassim az árnyékból vesz részt. Szőnyegre szállnak, és búcsút intenek az első filmből ismert kereskedőnek, valamint Jago és Cassim búcsúztatására.
Jázmin a film alapján készült televíziós sorozatban is feltűnik, amelyet eredetileg 1994 és 1995 között sugároztak. A sorozatban Jázmin elkíséri barátait kalandjaik során, és bebizonyítja, hogy értékes tagja a csapatnak. Jázminról kiderül, hogy kiváló harci képességekkel rendelkezik, és a legmerészebb áldozatokat is meghozza, amint azt az olyan epizódok mutatják, mint a „A Tőrszirt titka”, ahol megmenti Aladdint a gonosz varázsló Mozenrath-tól, vagy az „Éteri lény”, ahol feláldozza magát egy kisfiú megmentéséért, aminek hatására a címadó éteri lény lefújja az Agrabah elleni támadást, és feléleszti a hercegnőt. A sorozat Jázmin és Aladdin romantikus kapcsolatát is kiemeli. Ők ketten a sorozatban jegyben járnak, és tovább mélyítik kapcsolatukat, hogy idővel összeházasodjanak, miközben időnként kapcsolati problémákkal is megküzdenek. Szerelmük hihetetlenül erősnek bizonyul, bármit hajlandóak megtenni azért, hogy megvédjék azt és egymás mellett maradjanak. Ez a legjobban a „A szemlélő szeme” című epizódban mutatkozik meg, ahol a gonosz macskaszerű varázslónő, Mirage kígyóvá változtatja Jázmint, hogy próbára tegye a hercegnő és Aladdin kapcsolatát, és meggyőzze a hercegnőt, hogy Aladdin csak a szépsége miatt szereti őt. A szerelmük elpusztítására tett kísérlete azonban visszafelé sül el, mivel Aladdin úgy dönt, hogy kígyóvá változtatja magát, hogy örökké Jázminnal lehessen, ezzel bizonyítva, hogy valóban azért szereti Jázmint, aki ő valójában. Jázmin romantikus vetélytársakkal is szembeszáll, akik megpróbálják ellopni tőle Aladdint, mint például Sadira (egy korábbi utcai tolvajból lett homokboszorkány, aki később összebarátkozik a csoporttal) és Saleen (egy gonosz sellő, aki egy tengeri boszorkány).
Jázmin a többi Disney-hercegnővel együtt megjelenik a Ralph lezúzza a netet című filmben, amit a 2017-es D23 Expón jelentettek be.

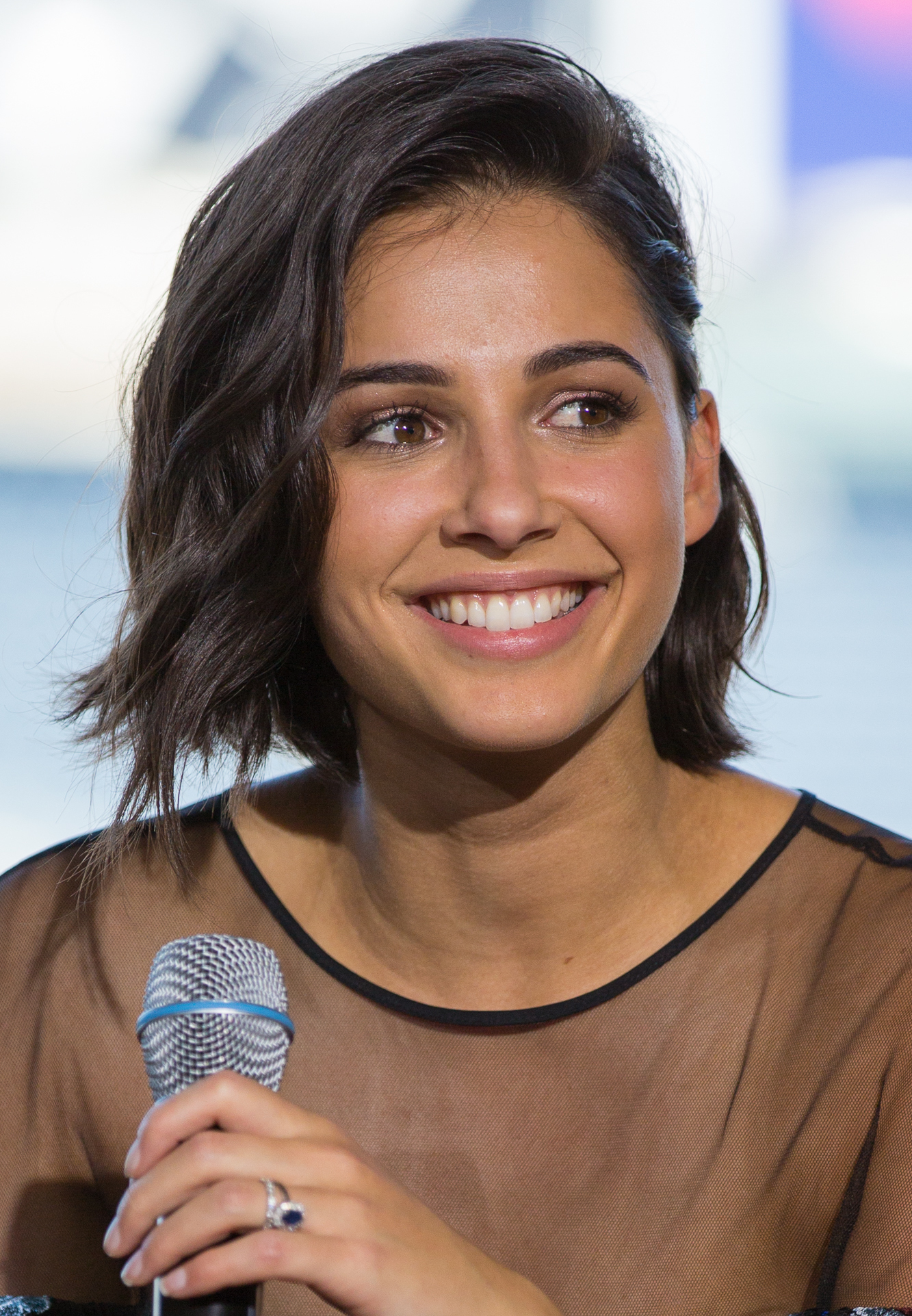
Naomi Scott

Naomi Scott alakítja Jázmint az 1992-es film élőszereplős adaptációjában. A film története szerint anyja Agrabah szomszédos királyságából, Serebádból származik, és szultánként a hagyományok és a szultánt a saját céljai érdekében manipuláló Jafar ellenére is javítani akarja népe életét. A film végén Jázmin lesz Agrabah első szultánája, akinek jogában áll törvényesen azt elvenni, akit csak akar.

### A Broadway-musical
Jázmin az Aladdin című musical Broadway-adaptációjában is feltűnik, amelyet 2014 márciusában mutattak be a New Amsterdam Theatre-ben. A szerepet Courtney Reed színésznő alakította, aki először alakított Broadway-karaktert, miután kisebb szerepeket játszott olyan Broadway-produkciókban, mint az In the Heights és a Mamma Mia! Reed a Disney-filmek és a Disney-hercegnők rajongójaként nőtt fel, és mivel vegyes etnikumú, Jázmint nevezte meg kedvenc hercegnőjének, mert „ő volt az első élményem, hogy olyan Disney-hercegnőt láttam, aki úgy nézett ki, mint én...”. Így azt gondoltam: „Hű, én is lehetek olyan, mint ő”, míg a többiek általában szőke hajúak és kék szeműek voltak. Ugyancsak rajongott magáért a filmért, a színésznő gyerekkori otthonában volt egy Aladdin-témájú szoba, amelyet játékok tárolására használtak; továbbá Reed alakította Aladdin háziállat majmát, Abu-t is az Elgin-i Gyermekszínház egyik előadásában, bár ő valójában Jázmin szerepét szerette volna megkapni. Annak ellenére, hogy már a korai kezdetek és a 2010-es első olvasópróbák óta kapcsolatban állt a projekttel, Reed egy meghallgatáson vett részt a szerepre Casey Nicholaw rendezőnél Seattle-ben, mielőtt a produkció végül a Broadwayre költözött, és csak néhány színésznő közül választották ki, akiket meghívtak a meghallgatásra. A társszereplőkkel, Adam Jacobsszal és Jonathan Freemannel ellentétben, akik Aladdint, illetve Jafart alakítják, Reed volt az egyetlen főszereplő, akinek meghallgatáson kellett részt vennie.
Miután megtudta, hogy megkapta a szerepet, Reed személyi edzőt fogadott és egészségesebb étrendet folytatott, hogy felkészüljön a keveset takaró jelmez viselésére, amelyben a karakternek látszik a teljes meztelen dereka. A musicalben Jázmin még erősebb, temperamentumosabb karakter, mint a filmváltozatban, különösen akkor, ahogyan harcol a házassági törvények és az őt irányítani akaró férfiak ellen. Reed úgy véli, hogy a karaktere a workshopok során változott a legtöbbet, miközben a show Seattle-ből Torontóba, majd végül a Broadwayre utazott, beleértve azt is, hogy egy eredeti zeneszámot lecseréltek a „These Palace Walls”-ra, amelyet Alan Menken zeneszerző kifejezetten Reed számára írt. A Reed által „egy igazán gyönyörű dalként” jellemzett „These Palace Walls”, amely „megalapozza a karakterét”, Jázmin vágyát meséli el, hogy felfedezze a palota határain túli világot, annak ellenére, hogy hálás mindazért, amit az apja már biztosított neki. Reed eredetileg különösen ijesztőnek találta az „Egy egész új világ” előadását, mivel a film leghíresebb dalaként „mindenkinek megvannak a nagyon konkrét elképzelései arról, hogy szerintük hogyan kellene kinéznie vagy hangzania”, ráadásul nyomás alatt érezte magát, hogy megfeleljen Salonga előadásának, akinek nagy rajongója.

### Egyéb
A Behind the Voice Actors weboldal szerint Jázmin hercegnőnek jelenleg több mint 19 animált változata létezik különböző filmes, televíziós és videojátékos megjelenésekből, amelyek közül 16-nak Larkin adta a hangját. A Disney Princess franchise tagjaként Jázmin képmását sokféle árucikkben használják, beleértve magazinokat, könyveket, játékokat, videojátékokat, ruhákat, írószereket és iskolai felszereléseket. 2013-ban Jázmin dizájnját a Disney Hercegnők marketingjén belül frissítették, ami enyhe vitát váltott ki, mivel egyes kritikusok azzal vádolták, hogy a karakter bőrszíne világosabb lett. A karakter megjelenik a Disney Hercegnők elvarázsolt meséi: Kövesd az álmaidat című filmben, a „Több mint egy páva hercegnő” című szegmens főszereplőjeként. Miután Jázmin belefáradt a szokásos hercegnős feladataiba, nagyobb felelősséget követel a szultántól, aki a királyi akadémia királyi segédtanítói posztját bízza rá, amit valójában elég nehéznek talál a lármás diákok miatt, amíg meg nem tanul türelmet és kitartást gyakorolni. A karakter feladata az is, hogy visszaszerezze a szultán lovát, Saharát, miután az eltűnik az istállóból, hogy megmentse az istállófiú állását. Nyomtatásban Jázmin a Kilala hercegnő című mangában több más Disney-hercegnő között jelenik meg, bár soha nem lépnek kapcsolatba egymással.
Amellett, hogy Jázmin az Aladdin alapján készült saját tévésorozatában is szerepelt, cameoszerepeket vállalt a Disney Channel Herkules című animációs sorozatában: The Animated Series és House of Mouse című filmekben. A Mickey varázslatos karácsonya: Snowed in at the House of Mouse (2001) című filmben Bobbi Page színésznő adta a hangját. 2013 júniusában Jázmin feltűnt a Disney Junior Sofia the First című animációs sorozatában, ahol Larkin és Salonga is újra eljátszotta a szerepét. Ez volt a karakter első televíziós szereplése a több mint 10 évvel korábbi House of Mouse óta.

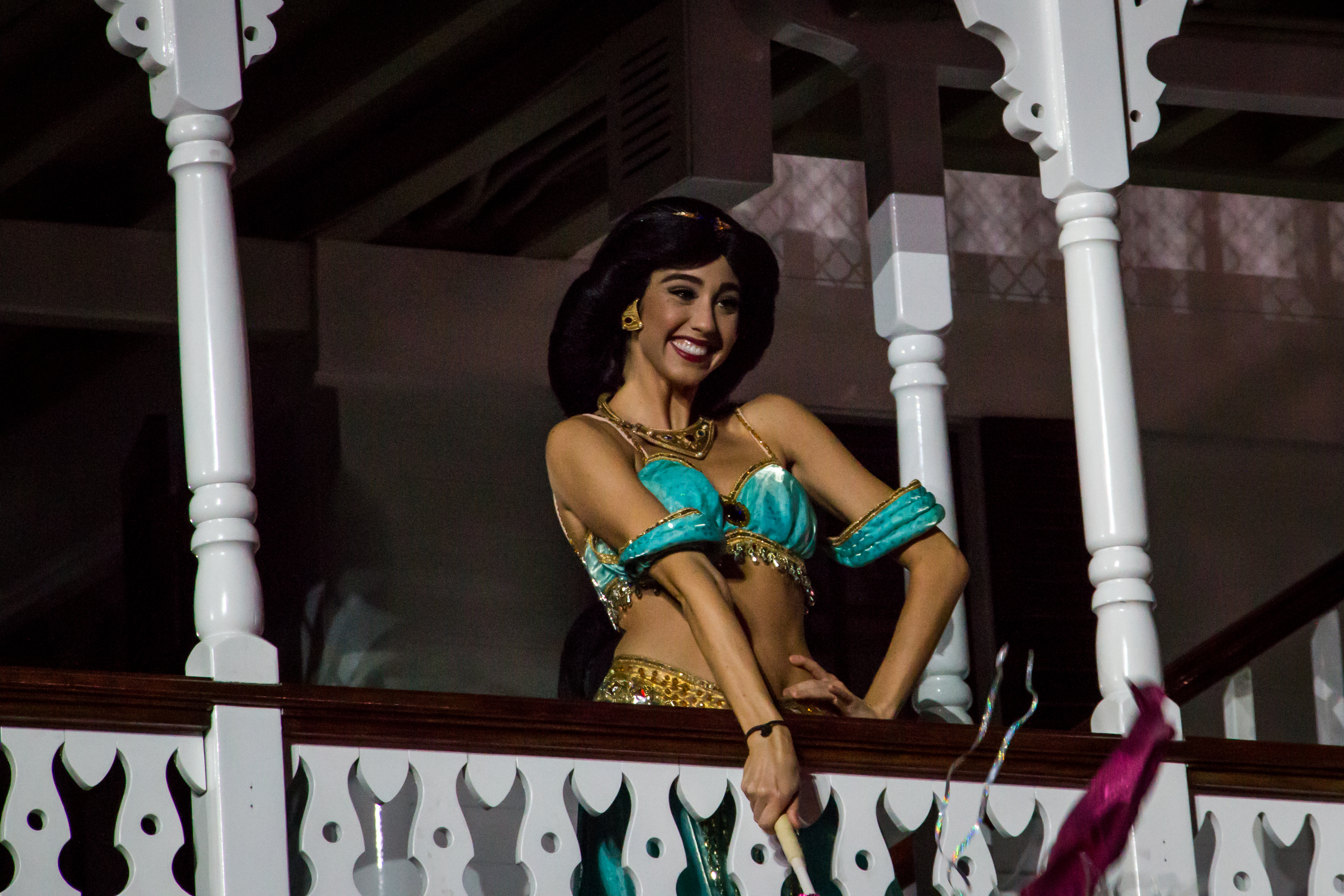
Jázmin a Fantasmic! fináléjában Disneylandben.

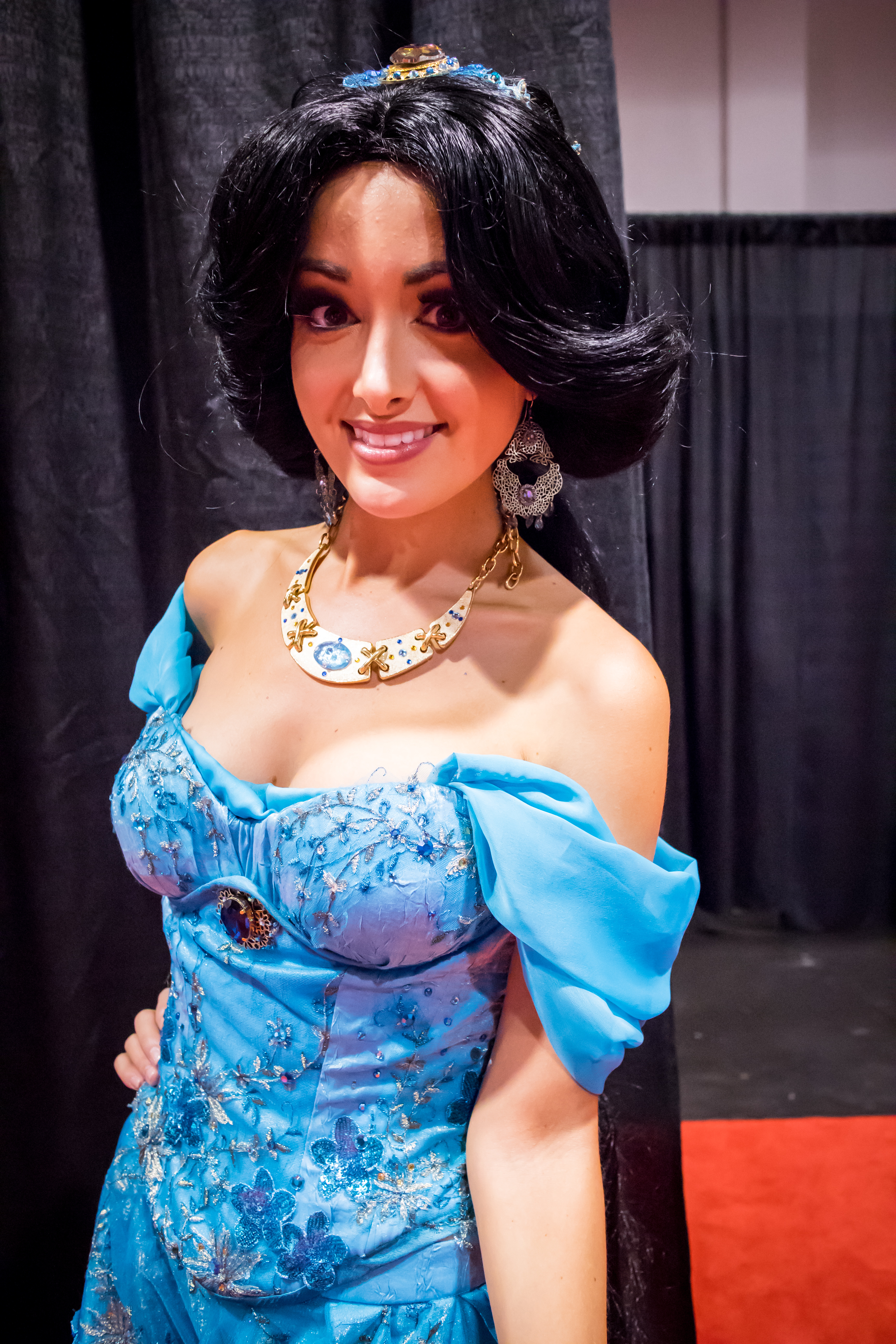
Egy cosplay előadó Jázmin hercegnőnek öltözve

Jázmin az Aladdin filmsorozat több videojáték-adaptációjában is megjelenik, konkrétan a Disney Aladdin in Nasira's Revenge (2001) című játékában, amelyben Jafar ikertestvére, Nasira azt tervezi, hogy bosszút áll testvére haláláért, és elfogja Jázmint és a szultánt. Jázmin a játék bizonyos pontjain játszható karakterré válik, aki egy nagy vázába bújva lopakodva navigál a szinteken. A hercegnő nem játszható karakterként is megjelenik a Kingdom Hearts videojáték-sorozatban, mint a Maleficent által elfogott hét szívhercegnő egyike, akik mindegyike nélkülözhetetlen a gonosztevő gonosz tervének megvalósításához. Jázmin megjelent a Kingdom Hearts (2002), a Kingdom Hearts II (2005) és a Kingdom Hearts 358/2 Days (2009) részekben. Jázmin királysága egyike a Disney Princess Enchanted Journey (2007) című játékban szereplő négynek, amelyet a játékosok a saját testreszabható hercegnőjük szerepébe bújva portálokon keresztül fedezhetnek fel, hogy különböző minijátékokat és rejtvényeket oldjanak meg, egy varázspálcával felszerelkezve. A Common Sense Media szerint Jázmin királysága a játék kihívást jelentő környezetek közé tartozik. Jázmin megjelenik a Kinect: Disneyland Adventures (2011) című játékban, amely Adventurelandben található. 2015-ben a Disney Interactive kiadta Jázmin és Aladdin figuráit a Disney Infinity 2.0-hoz (2014). Jázmin lett az ötödik Disney hercegnő, aki hivatalosan is bekerült a játékba, és egyben az első, aki figuraként is elérhetővé vált. A Disney Infinity 2.0-ban Jázmin egy varázsszőnyeggel is fel van szerelve, amellett, hogy képes szelet és ciklonokat idézni, különböző következményeket okozva az ellenségnek és a célpontoknak. Jázmin játszható karakterként korlátozott ideig feloldható a Disney Magic Kingdoms című videojátékban.
Nyomtatásban Jázmin illusztrált változata a Tales from Agrabah című könyvben jelenik meg: Seven Original Stories of Aladdin and Jasmine (1995), egy Katherine Applegate írónő által írt történetgyűjtemény, amely részletesen bemutatja a két főszereplő életét a film eseményei előtt, beleértve azt is, hogyan találkozott Jázmin a házi kedvenc tigrisével, Rádzsával.
2016 szeptemberében debütált Jázmin élőszereplős változata visszatérő szereplőként az Egyszer volt, hol nem volt című fantasy televíziós sorozat hatodik évadában, amelyben Karen David színésznő alakítja. 2016-ban a karakter először az évad negyedik, „Furcsa eset” című epizódjában tűnik fel röviden, majd végül az ötödik, „Utcai patkányok” című epizódban szerepel, amelyben Jázmin Aladdin segítségét kéri, hogy felkutasson egy olyan hatalmas tárgyat, amely képes megszakítani Jafar irányítását a szultán felett. Ahogy az Egyszer volt, hol nem volt cselekményei esetében szokássá vált, kreatív szabadságot vettek az eredeti filmhez képest, többek között Jázmin elviszi Aladdint a Csodák barlangjába Jafar helyett, és a párosban nem alakulnak ki romantikus érzelmek egymás iránt, bár az ikonikus jelenet, amelyben Jázmin egy homokórába van bezárva, megmaradt. Jázmin kék ruháját kissé módosították a sorozathoz. David korábban kifejezte érdeklődését egy más etnikumú Disney-hősnő, például Pocahontas, Esmeralda vagy Jázmin eljátszása iránt az Egyszer volt, hol nem volt című sorozatban, és végül 2016 júliusában kapta meg a harmadik szerepét. A színésznő izgalmasnak, ugyanakkor „idegtépőnek” írta le a szerepre való felkészülést, mert „ő egy olyan ikonikus és szeretett karakter, és minden rajongónak megvan a maga idealizmusa arról, hogy milyennek kellene és milyennek nem kellene lennie”, és arra vágyott, hogy mind az eredeti film, mind a karakter rajongóinak kedvében járjon.
A Disney fokozatosan vezette be a hercegnő jelmezeinek új, módosított változatait a Walt Disney Parkokban és üdülőhelyeken. 2016 szeptemberében Jázmin ruhája „szerény” átalakítást kapott; a karakter filmbeli kék ruhájának újratervezett, kevésbé leleplező változata 24 év után debütált Disney Worldben és Disneylandben egyaránt. A jelmez hosszú ujjú, új cipőből, a derekát eltakaró, teljes hosszúságú felsőből, magas dekoltázsból és módosított frizurából áll, miközben megtartotta a filmek eredeti türkizkék színét. A nadrágját egy padlóig érő ruhára cserélték. A jelmezhez egy arany öv is került, amelyen Rajah arcának hímzett mintája látható. Jázmin az első Mickey's Not-So-Scary Halloween Party-n egy nyilvános megjelenéssel mutatta be új ruháját a vendégeknek. Bár hasonló módosítások történtek Pocahontas és Mulan jelmezén is, Jázmin újratervezése váltotta ki a legellentmondásosabb reakciókat a közönség részéről. Kérdésekre a parkőrök és a színészek elmagyarázták, hogy az újratervezéseket azért készítették, hogy pontosabbak legyenek a kultúrákhoz, ahonnan a karakterek származnak, bár Jázmin a fiktív Agrabah királyságból származik. Rachel Paige a HelloGiggles munkatársa a drámai módosítások fő okaként azt azonosította, hogy több parkvendég panaszkodott a karakter fedetlen dereka miatt és annak a fiatal lányokra gyakorolt hatása miatt; Paige megvédte, hogy a ruházat összhangban van a helyszínnel és a korszakkal, amelyben a film játszódik. Az újratervezés várhatóan fokozatosan megjelenik majd a világ más Disney vidámparkjaiban is. Jázmin Aladdinnal együtt világszerte minden parkban megtalálható karakter, és általában Adventurelandben látható.

## Fogadtatása

### Kritikai visszhang
A kritikusok véleménye Jázminnal kapcsolatban általában vegyes volt; néhány kritikus nagyra értékelte a karaktert, amiért továbbra is „megtörte a [passzív] formát”, amelyet a Disney legkorábbi hercegnői mutattak be. Ty Burr az Entertainment Weekly-től úgy jellemezte Jázmint, mint „a legteljesebb (minden értelemben) új Disney-hősnőt”, míg Desson Howe a The Washington Post-tól méltatta a karaktert, amiért „feminista öntudatot” adott a filmnek. David Sterrit, a Christian Science Monitor munkatársa azt írta, hogy Jázmin „kevésbé gondosan kidolgozott [mint Aladdin], de személyiségtípusként ugyanolyan szerethető.” A Contactmusic.com egyetértett azzal, hogy a karakter „szimpatikusan cinikus vonásokat” mutat, annak ellenére, hogy „alapvetően unalmas” karakter. Jázmin erős akaratú személyiségét gyakran hasonlították pozitívan és negatívan is elődeihez, Arielhez és Belle-hez. Gary Thompson a Philadelphia Daily News-tól azt írta: „Jázmin hercegnő is szúrósabb, de anélkül a nyilvánvaló feminista átalakítás nélkül, amit Belle kapott.” Hasonlóképpen, James Berardinelli a ReelViews-tól dicsérte Jázmint, amiért „ugyanazt a makacs függetlenséget mutatja, mint Ariel és Belle”, de végül kritizálta azt a tényt, hogy „nem tölt be sürgetőbb szerepet, mint Aladdin 'szerelmi érdeklődésének' szerepét”. Egyetértve azzal, hogy Jázmin „unalmasnak” tűnik az Aladdin mellékszereplőihez képest, Mari Ness a Tor.com-on azt írta: „Jázmin Ariel és Belle nyomdokaiba lép, mint aki elégedetlen a világa korlátaival és a választási lehetőségek hiányával: mint mindketten, ő is aktív lépéseket tesz, hogy változtasson ezen, és nem teljesen az ő hibája, hogy ő egy másodlagos karakter egy olyan filmben, ami nem annyira érdekli őt... Éleslátó, és gyorsan gondolkodik, de ez nem az ő filmje, és a végén, bár ő választhatja meg a férjét, nem igazán kap esélyt arra, hogy Arielhez és Belle-hez hasonlóan kimozduljon a világából. Megmutathatják neki a világot, de ő a palotájában marad.” A Texas Public Radio munkatársa, Nathan Cone egy visszatekintő kritikában kellemesen meglepődött azon, „hogy Jázmin karaktere mekkora előrelépés volt a Disney mesélői számára”, dicsérte merészségét és intelligenciáját, és jobban kedvelte őt Belle-nél.
Más kritikusok sokkal kevésbé voltak elnézőek; a gyakori kritikák elkényeztetett, sekélyes, unalmas és túlságosan szexualizált karakterként gúnyolták a hercegnőt. A Common Sense Media kritizálta Jázmint az eredeti kényszerhelyzet és az előzmény hiánya miatt, míg Matt Brunson, a Creative Loafing munkatársa „felszabadult”, de „merev” hősnőként jellemezte a karaktert. Janet Maslin a The New York Times-tól Jázmint bírálta: „Jázmin hercegnő... egy nimfa háremnadrágban, olyan szavakat használ, mint a 'mesés' és a 'csodálatos', hogy kifejezze a figyelemre méltatlan gondolatokat”, és így zárta: „Szerencsére [őt] körülveszi a mellékszereplők elsöprő sora, akik sokkal érdekesebbé teszik a film mellékszálait, mint a feltételezett központját.” A Time Out kiábrándítónak nevezte a karaktert, a TV Guide pedig „unalmasnak” minősítette. Roger Ebert filmkritikus a film gyengeségei között említette Jázmint, és a közte és Aladdin közötti kapcsolatot „sápadtnak és rutinszerűnek” minősítette Belle és a Szörnyeteg kapcsolatához képest. Ebert emellett azt írta, hogy a karakterek „formátlannak tűnnek, mintha még a filmkészítők sem látnák őket igazi egyéniségnek.” Ed Gonzalez a Slant Magazine-tól úgy gúnyolta a karaktert, mint „egy újabb 'szabad szellemű' típust a Barbie-baba hagyományban, egy ál-feministát, aki azt akarja, hogy mindenki tudja, hogy ő mindent meg tud csinálni, amit a fiúk.” Az Orange Coast filmkritikusa, Henry A. Giroux úgy utasította el Jázmint, mint aki nem több, mint „[Aladdin] közvetlen vágyainak tárgya” és „ugródeszka a társadalmi mobilitás felé”.
Naomi Scott Jázmin szerepében nyújtott alakítását a 2019-es filmben a kritikusok általánosságban pozitívan fogadták. Tom Jorgensen az IGN-től úgy találta, hogy Jázmin alakítása „egyértelmű előrelépés az 1992-es verzióhoz képest”, és hozzátette, hogy a karakter „sokkal háromdimenziósabbnak tűnik (a szóvicc nem szándékos... és nem is mentegetőzik), és ezúttal sokkal érdekesebb ambíciókat kap. Scott olyan méltóságot és lendületet ad a figurának, ami miatt könnyebb drukkolni neki, mint szegény öreg Alnek.” Johnny Oleksinski a New York Posttól úgy találta, hogy Scott Jázmin verziója „bájos”, és „több ügyességgel és kevesebb passzivitásal” rendelkezik, mint az eredeti változatban. A San Francisco Chronicle kritikusa, Mick LaSalle úgy találta, hogy Scott a film „igazi sztárja”, aki „virágzik és mindent belead a filmhez írt új hatalmi himnuszába”. A The Washington Post írója, Michael O'Sullivan dicsérte Scott alakítását, aki „nem csak arról álmodik, hogy kiszabadul apja korlátozó szabályai alól, hogy kihez mehet feleségül”, hanem „szuperfeminista is.” Richard Roeper a Chicago Sun-Times-tól „megnyerőnek” írta le Scott alakítását, és hozzátette: „lehetőséget kap arra is, hogy ragyogjon, és abszolút sziporkázik az új dalban, a Speechless-ben." Az alakításáért Scott elnyerte a Teen Choice Award-ot a Choice Movie Actress - Sci-Fi/Fantasy kategóriában, és jelölték a Szaturnusz-díjra is, mint a legjobb női mellékszereplő.

### Feminista elemzések
Az Aladdin eredeti home video kiadásának hátlapja büszkén hirdette Jázmint, mint „az 1990-es évek hősnőjét.” Azonban az It's Not the Media: The Truth about Pop Culture's Influence on Children szerzője, Karen Sternheimer határozottan nem értett egyet ezzel a véleménnyel, azt írva, hogy annak ellenére, hogy „erős akaratú és szinte feminista tulajdonságokkal rendelkezik”, Jázmin mégis „a régi idők hősnőire hasonlít, akik várják, hogy a herceg eljöjjön és megmentse őket, és hagyományos női fortélyokat használnak, hogy kihúzzák a bajból.” A karaktert továbbra is hevesen vitatják a feminista kritikusok. A Bustle felvette Jázmin első találkozását Aladdinnal a weboldal legfeministább Disney-hercegnős pillanatok rangsorába, a szerző Samantha Rullo szerint a jelenet megmutatja, hogy „mennyire erős akaratú és független a lány valójában”. Egy hasonló „Feminist Ranking Of All The Disney Princesses” című cikkben Chelsea Maze, a Bustle munkatársa nagyra értékelte Jázmint, amiért nem hagyja, hogy „a férfiak az életében parancsolgassanak neki”, és végül a nyolcadik helyre helyezte a karaktert, mert „rendelkezik azzal a képességgel, hogy maga válassza meg a párját és kövesse a szívét, miközben anyagilag is támogatja a fiút, akit szeret.” Mize arra a következtetésre jutott, hogy Jázmin „egy elég erős nő, szilárd feminista vonallal.”
Mind feminista, mind muszlim kritikusok azzal vádolták Jázmint, hogy „sértő példakép, amelyet nem érdemes bemutatni a befolyásolható fiatal lányoknak.” Meghan O'Keefe, az Overthinking It munkatársa szerint Jázmin „óriási”, de „hatástalan ... feminista hősnői potenciál”, mivel nem érdeklődik a könyvek, a zene, a társas érintkezés és a „tanulási vágy” iránt, ami Ariel és Belle közös jellemzője. O'Keefe így zárta: „Jázmin panaszai Aladdinnak a palotai életről kevésbé úgy hangzanak, mint egy bimbózó feminista, aki megtalálja a hangját, és inkább úgy, mint a Pulp 'Common People' elkényeztetett múzsája.” Charles I. Schuster, a Speculations: Readings in Culture, Identity, and Values szerzője, egyetértett azzal, hogy a karakter nagyon kevés feminizmust kínál azon kívül, hogy „dacol egy önkényes törvénnyel.” Sholeh Hajmiragha, a Bust munkatársa Jázmin progresszivitásának dicséretével kezdte: „megkérdőjelezi a hercegnőként neki tulajdonított életet, szkeptikus a házassággal szemben, és azzal, hogy beleszeret a szegény Aladdinba, felborítja az osztályrendszert”. Végül azonban a szerző kritizálta a karaktert, amiért „nagyon szexualizált”, és kifejtette: „bár a női szexualitás olyasmi, amire büszkének kell lenni, és aminek az irányítása alatt kell állni, talán nem ez a legjobb üzenet a fiatal lányok számára.” Megnyitva, hogy Jázmin szerepének nincs jelentősége, a Feminist Fiction példának tartotta őt arra, hogy „a Disney hogyan bánik a női karaktereivel, amikor nem ők a történet főszereplői”, kifejtve, hogy „úgy tűnik, hogy a Disney sok erőfeszítést tett, hogy Jázmin lányos erőt és függetlenséget kapjon, legalábbis a dialógusaiban és a hozzáállásában”, de „nem követte végig, és nem adott neki erőt magában a cselekményben”. A weboldal azt is megjegyezte, hogy a karakter feminizmusa nem tűnik túlmutatónak a „szájhősködésen”, végül kritizálva Jázmint, hogy az intelligenciája helyett a szexualitását használja fel a „nap megmentésére”, mielőtt végül visszatér a megmentésre váró, bajba jutott kisasszony szerepébe." A Routledge Companion to Media & Gender szerzője, Cynthia Carter úgy véli, hogy Jázmin a film végére „a férje birtokába kerül”.
Az internet birodalmában a feminista írók és bloggerek körében gyakran vitatott pontként tekintenek arra a jelenetre, amelynek során Jázmin megcsókolja Jafart, hogy elterelje a figyelmét Aladdinról; Meredith Ancret a The Snark Who Hunts Back című cikk írója szerint mind a szultán, mind a dzsinn hasonlóan rabszolgasorban van Jafar által. Ancret továbbra is védelmébe vette Jázmint, amiért a saját feje után megy, és számos alkalommal bátran szembeszállt Dzsafarral, és dicsérte, hogy elvonta a gonosztevő figyelmét, amiért ez a tett nagyban hozzájárult Aladdin sikeréhez. Szintén védelmébe vette Jázmin döntését, hogy megcsókolta Jafárt. Mari Rogers feminista kritikus a The Daily Dotnak kifejtette, hogy „Jázmin erős karakter volt, és azt hiszem, sok szempontból a történet Aladdinra való összpontosítása ezt valahogy elfeledteti velünk”, és így zárta: „Még a saját filmjében is mindig ő volt az erő a döntései mögött. Elment, hogy megkeressen dolgokat.” Az Aladdinra „semleges” osztályzatot adva a feminizmus szempontjából, Fanny Pack azt írta, hogy „Ami megállítja az Aladdint attól, hogy teljesen negatív legyen... az Jázmin, mint a karakter puszta ereje”, aki „úgy tűnik, hogy Ariel és Belle legjobb részeit veszi át, és még jobb, erősebb és pimaszabb hercegnővé válik”.
A BuzzFeed összeállított egy listát, melyen a „15 alkalom, amikor Jázmin az Aladdinból a legfeministább Disney-hercegnő volt.” Ugyanez a weboldal a hagyományos házassági normákat elutasító Jázmint a második helyre sorolta a „27 feminista Disney-pillanat, amelyek bátortalanul szétzúzták a patriarchátust” című listáján. A „Melyik Disney-hercegnő testesíti meg leginkább a feminista elveket” elemző listán Jázmint a második helyre sorolva Shannon Larson, a The Huffington Post szerzője. Nagyra értékelte a karaktert, amiért elutasítja a házasság szükségességének gondolatát, érvényesíti a jogát, hogy bárkihez hozzámehessen, és birtokolja a szexualitását, de kritizálta, hogy nem fejezi be a királyi elnyomásból való menekülési kísérletét. Sonia Saraiya a Nerve weboldal Jázmint az ötödik helyre sorolta a Ranked: Disney Princesses From Least To Most Feminist (Disney hercegnők a legkevésbé feministáktól a leginkább feministákig) című cikkében. Saraiya dicsérte a személyiségét, merészségét, kíváncsiságát és a házassággal szembeni szkepticizmusát Belle-éhez hasonlította, miközben dicsérte, hogy „belezúgott egy teljesen alkalmatlan utcai patkányba, és kihúzta őt a szegénységből, ahelyett, hogy fordítva történt volna”. Saraiya azonban Jázmin szexualitásának használatát az „egyetlen erejének” bélyegezte, és kritizálta, hogy negatív üzenetet küld a fiatal lányoknak. Amikor arról kérdezték, hogy Jázmin pozitív példakép-e, mert „csak férjhez akar menni”, Larkin maga is megvédte a karakterét, kifejtve: „Ez nem igaz. Jázmin azt mondja a kisgyerekek egy generációjának a házasságról, hogy a törvény rossz. Mindent kockára tesz - a biztonságát, a kényelmét, mindent, amit tud -, és elmegy, és megtalálja a módját, hogy megváltoztassa a házassági törvényt... Igen, ő egy jó példakép!' Tényleg jó! Akár kapcsolódik, akár nem, az a személy, akit az írók megalkottak, akit én alakíthattam, nagyon büszke vagyok rá. És úgy érzem, hogy megelőzte a korát.”

### Etnikai viták
Jázmin volt a Disney első színes bőrű hercegnője, és sokan úgy vélik, hogy példátlan etnikai hovatartozása ösztönözte a stúdiót arra, hogy nagyobb figyelmet fordítson a kulturális sokszínűségre – amit a későbbi, nem fehér hercegnők, Pocahontas és Mulan későbbi bemutatása is alátámaszt. A karaktert széles körben elfogadták, és státusza mint a Disney első arab hercegnője „meghódította a szíveket” a film 1992-es premierjekor – nyilatkozta Andre Tartar a Vulture.com-tól. Noha Jázmin közel-keleti származását sokan áttörésként értékelték, a karakter, akárcsak Aladdin, ellentmondásokat is kiváltott: több kritika érte őket amiatt, hogy ábrázolásuk erősen nyugatias és angolos. Joanna Kadi író a Thinking Class Sketches from a Cultural Worker című könyv szerzője például ironikusan megjegyezte, hogy hogy Jázmin „olyan arab, mint a baseball és az almás pite.” Az Amerikai-Arabellenes Diszkriminációellenes Bizottság különösen elégedetlen volt a főszereplők ábrázolásával, Don Bustany azzal vádolta a Disney-t, hogy azt az üzenetet közvetíti, miszerint „akinek akcentusa van, az rossz.”. Ulrich Marzolph, az Az Ezeregyéjszaka olvasókönyv szerzője megjegyezte, hogy a szereplők „tökéletes amerikai angolt” beszélnek, annak ellenére, hogy „látszólag közel-keleti vonásaik vannak”. Hozzátette, hogy a karakterek amerikai akcentusa különösen szembetűnő „állítólagos arab származásuk” tükrében. Henry A. Giroux, a The Mouse that Roared: Disney and the End of Innocence című könyvében bírálta, hogy az „anglicizált” Jázmin és Aladdin amerikai angolul kommunikálnak, miközben a film gonosztevői erős idegen akcentussal beszélnek.
A kritikusok azt is kifogásolták, hogy a film „negatív” karakterei eltúlzott, karikaturisztikus megjelenést kaptak: gyakran túlsúlyosak, sötétebb bőrűek, nagy orral és sérült fogakkal ábrázolták őket, míg Jázmin bőrszíne ehhez képest világosabb maradt. Emellett Jázmin karcsú alakja és kifinomult beszédmódja is kiemeli őt a többi karakter közül. Paul Kivel, az Uprooting Racism: How White People Can Work for Racial Justice – 3rd Edition című könyvében ezt az eljárást „etnikai kódolásnak” nevezte, és megjegyezte, hogy hasonló megkülönböztetést alkalmaztak Az oroszlánkirály (1994) karaktereinek megkülönböztetésére is.  Douglas Brode, a Debating Disney: Pedagogical Perspectives on Commercial Cinema szerzője szerint az Aladdin „ugyanazt az etnikai hierarchiát tartja fenn”, amely a legtöbb Disney-filmben megfigyelhető: Jázmin, Aladdin és a szultán – akik a társadalmi ranglétra élén állnak – a film „legfehérebb” szereplőinek tűnnek, míg a főgonosz Jafar erős akcentussal beszél, és hangsúlyosabb arab vonásokat kapott. Brode úgy vélte, hogy Jázmin alakja „káros sztereotípiákat erősít meg”. Gary Burns, az A Companion to Popular Culture szerzője szerint „multikulturális bőrük alatt [a Disney hercegnők] mind megfelelnek a fehér, középosztálybeli, vékony, nőies szépségideálnak”, és Jázmint úgy jellemezte, mint „egy amerikai akcentusú lányt, aki harcol az idősebb, erős akcentussal beszélő, hagyományos arab karakterek értékrendje ellen.” Bár a Disney törekedett arra, hogy hitelesen ábrázolja a film korszakának társadalmi berendezkedését, például a nők hiányát a hatalmi pozíciókból. Isabel Santaolalla, a „New” Exoticisms: Changing Patterns in the Construction of Otherness szerzője úgy véli, hogy Jázmin valójában „a kortárs amerikai nemi politika eszköze marad”, és megjegyzi: „a film PC-hitelessége Jázminra van fenntartva, de ez a bátorság valószínűleg inkább az amerikai társadalmi fejleményeket tükrözi, mint az 1990-es évek Basrah vagy Bagdad valóságát.” Továbbá, a kritikusok felhívták a figyelmet arra a jelenetre is, amelyben egy kereskedő majdnem levágja Jázmin kezét büntetésként, mert fizetés nélkül elvett egy almát – ezt sokan problematikus ábrázolásnak tartották.

## Hatása és öröksége
A The Fiscal Times szerint az Aladdin a Disney negyedik legjövedelmezőbb hercegnős filmje a jegybevételeket tekintve. Miután Jázmin sikeresen népszerű karakterré vált, végül a Disney hercegnős franchise egyik eredeti tagja lett, és a mai napig az egyetlen tagja a sornak, aki nem a filmjének főszereplője. Következésképpen az Aladdin az egyetlen olyan Disney Hercegnő-film, amelynek női főszereplője nem a főszereplője, és Jázmin lett az első Disney Hercegnő, aki olyan karakterhez ment feleségül, aki nem született herceg. Kronológiailag Jázmin a Disney Hercegnő-franchise hatodik tagja, és a sor egyik „klasszikus” tagjának számít. Az Aladdin című film és Jázmin karaktere a Disney hercegnők karaktereinek bővülésének kezdetét jelenti. A karakter debütálása előtt a stúdió 55 éves történetében a Disney összes hercegnője fehér vagy európai megjelenésű volt. Mint a Disney első nem fehér és arab hercegnője, Jázminnak tulajdonítják a faji és etnikai sokszínűség bevezetését a Disney animációs mesefilm műfajába. A karaktert azóta négy színes bőrű hercegnő követte: Pocahontas az 1995-ös azonos című filmből, Mulan az 1998-as azonos című filmből, Tiana A hercegnő és a békából (2009), Moana a 2016-os azonos című filmből, „utat nyitva a gyerekek számára, hogy elhitessék, hogy bármilyen fajú ember lehet hercegnő”. A kvintettről úgy vélik, hogy segített a stúdió diverzifikálásában és „új elképzeléseket vezetett be arról, hogy mi lehet egy 'Disney-hercegnő'”. Emellett, mint az egyike annak a két Disney-hercegnőnek, akik nadrágot viselnek (a másik Mulan),  A Vanity Fair szerint Jázmin volt az első feminista Disney-hercegnő, bár Alex Beggs szerző elismerte, hogy ezt az állítást némileg eltúlozták.
Jázmin „A Whole New World” című dala, amelyet Aladdinnal duettben ad elő, 1993-ban a 65. Oscar-díjátadón elnyerte a legjobb eredeti betétdalnak járó Oscar-díjat. 1993-ban Lea Salonga hat évvel Aladdin után, 1998-ban kapta meg Mulan énekhangját. 1998-ban Lea Salonga viccelődött azzal, hogy annak ellenére kellett meghallgatásra mennie a szerepre, hogy már volt Disney-hercegnő hangja: „Miért kell meghallgatásra mennem? ... Már korábban is voltam hercegnő. Nem volt ez elég?” Eközben Larkin többször is visszatért Jázmin hangjaként a későbbi médiaszereplésekben, többek között filmekben, tévésorozatokban és videojátékokban. 2011-ben, mint a két színésznő, aki a karakter hangját adta, Larkint és Salongát is Disney Legends Awarddal tüntették ki közreműködésükért egy olyan ünnepségen, amelyet több más színésznő díjazásáért ismertek el, akik híres Disney-hercegnőket szólaltattak meg. Menken és Tim Rice dalszerzők mellett Salonga köszönetet mondott Larkinnak tréfásan az átvételi beszédében, amiért nem tudott énekelni, így biztosítva neki munkalehetőséget. Salonga lett a Disney Legend Award első filippínó díjazottja; az ő kézlenyomatát a kaliforniai Burbankben található Walt Disney főhadiszálláson is elkészítették.
Jázmin ma már ikonikus karakterként és hercegnőként tisztelik. A Teen Vogue válogatásában Jázmin bekerült a „Minden idők 10 legjobb Disney hercegnője” című cikkébe. A BuzzFe a második helyre sorolta Jázmint a Definitive Ranking Of Disney Princesses listáján, míg az E! a negyedik helyre helyezte a karaktert. A PureWow szerint Jázmin az ötödik legjobb Disney-hercegnő, mert „nem volt elégedett azzal, hogy a családja hozzáadta valami random kérőhöz.” A Seventeen egy hasonló visszaszámláláson a kilencedik helyre helyezte a karaktert. Jelani Addams Rosa író azt írta: „A kedvencünk Jázminban az, hogy ő és Aladdin felváltva mentik meg egymást”, de ugyanakkor kritizálta, hogy túlságosan ítélkezik. Az MTV „Minden idők legjobb Disney-hercegnőinek végső rangsorában” Jázmin a 10. helyen végzett. A Refinery29 olvasói 351 szavazattal Jázmint választották a nyolcadik legjobb Disney-hercegnőnek. A Seventeen Jázmint a legdögösebb Disney-hercegnőnek minősítette, és neki tulajdonította, hogy 1992-ben több fiatal fiú szexuális ébredését kezdeményezte. A Complex „Minden idők 25 legdögösebb rajzfilmes nője” című cikkében Jázmint a második helyre tette, dicsérve a haját és a szemét. A Screen Rant Jázmint minden idők 14. legjobb animációs filmszereplőjének rangsorolta, „menő bálványnak nevezve őt, akire hasonlítani akartunk”, és arra a következtetésre jutott, hogy „a film valóban nem lenne ugyanaz, ha nem lenne Jázmin hercegnő”. A Cosmopolitan Jázmin jellegzetes kék ruháját a nyolcadik helyre helyezte a magazin „A 37 legjobb Disney hercegnő öltözék” rangsorában, dicsérve őt, amiért egyszerre viseli „a széles, ékköves fejpántot, a statement fülbevalót és a nehéz nyakláncot anélkül, hogy túlterhelné őt”.

## Fordítás
- Ez a szócikk részben vagy egészben  a   Jasmine (Aladdin) című angol Wikipédia-szócikk ezen változatának fordításán alapul.  Az eredeti cikk szerkesztőit annak laptörténete sorolja fel. Ez a jelzés csupán a megfogalmazás eredetét és a szerzői jogokat jelzi, nem szolgál a cikkben szereplő információk forrásmegjelöléseként.